# Christian Nøkkentved
Christian Ditlev Nielsen Nøkkentved (3. december 1892, Tranekær- 23. marts 1945) var en dansk bygningsingeniør.
Nøkkentved blev student i 1910 på Odense Katedralskole, og studerede herefter på Polyteknisk Læreanstalt (det nuværende Danmarks Tekniske Universitet) i Kgs. Lyngby
I 1924 grundlagde han det rådgivende ingeniørfirma Nøkkentved & Friis Jespersen sammen med Svend Friis Jespersen. De følgende år stod virksomheden for en række bygninger som Kalundborg Radiofonistation, Svaneapoteket samt den gamle lufthavnsterminal i Københavns Lufthavn. Firmaet blev lukket i 1935.
I 1932 blev han udnævnt som professor i bygningsstatik ved Polyteknisk Læreanstalt. Han forskede bl.a. vind og turbulens omkring bygninger, og foretog omfattende forskning af vindtryk i vindtunneler sammen med Johan Irminger (1848-1938), som lå til grund for beregninger af vindbelastning på bygninger i flere årtier.
Han blev udnævnt til Ridder af Dannebrog i 1941.
Nøkkentved er begravet på Søllerød Kirkegård.